# شونهفالدة
شونوالده (بالألمانية: Schönewalde) هي بلدة ألمانية تقع في ألمانيا في براندنبورغ. يقدر عدد سكانها بـ 3,634 نسمة .

## المدن التوأمة
مدينة مارين‌مونستر هي مدينة توأمة لـشونوالده.